# LIFO

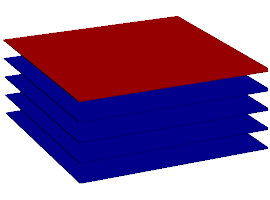
En una pila, l'element superior és l'últim que es va afegir i el primer que es traurà. Per aquest motiu té una estructura LIFO

En comptabilitat LIFO (Last In First Out) és un mètode per registrar el valor d'un inventari. Es fa servir si ens trobem amb moltes unitats o lots de productes de forma que és molt difícil identificar-los individualment. Aquest mètode suposa que la darrera unitat de producte entrada en magatzem serà, per contra, la primera a sortir a efectes d'inventari. Aquest mètode és el contrari que el FIFO (First In First Out).
El LIFO es va començar a ulitzar després de la segona guerra mundial. El va implementar el govern dels Estats Units a l'economia nipona amb el pla Marshall.